# 山手殿
山手殿（生年不詳 - 慶長18年6月3日（1613年7月20日））日本戰國時代、安土桃山時代至江戶時代女性。真田昌幸正室。出自宇多賴忠之女一說被認為是最有的說法。村松殿、真田信幸（信之）、真田信繁（幸村）之母。通稱京御前。
永祿7年（1564年）嫁給武藤喜兵衛（後來的真田昌幸）。
慶長5年（1600年）關原之戰前，因滯留於大坂而成了石田三成的人質，後來在河原綱家偏袒下逃走。12月13日，昌幸・信繁父子同其餘16人族人一同至九度山幽閉。山手殿從信之那得到了上田而留在那。之後出家改名為寒松院。
從慶長6年(1601年)左右開始在大輪寺生活。慶長16年（1611年）昌幸去世，2年後的慶長18年（1613年）在昌幸的第三次忌日當天逝世。法名寒松院殿寶月妙鑑大姊。墓所在大輪寺（長野縣上田市）、大林寺（長野縣長野市）。

## 腳注
1. ↑  其他還有菊亭晴季之女(一說為養女)、正親町實彥之女(一說為姪女)，也有武田信玄之養女、宇多賴次之女、遠山右馬亮之女等諸說。正式的真田家系譜載菊亭晴季之女，不過以當時真田昌幸的身分來考慮的話，不能迎娶上級公家的菊亭家之女作為妻子。再者，主君武田信玄的正室父母家三條家和菊亭家為同格，從這個點也看也是不可能的
2. ↑  也有不是山手殿所生，而是側室遠山氏所生的說法。

## 關聯項目
- 真田太平記 - 1985年、NHK新大型時代劇（演・小山明子。菊亭晴季之女とされている）
- 家康最恐懼的男人 真田幸村 - 1998年、テレビ東京・12小時超級電視劇（演・草笛光子）
- 戰國英雄傳說 新釋 真田十勇士 - 2005年、WOWOW（演・重松朋）
- 真田丸 - 2016年、NHK大河劇（演・高畑淳子）